# Казањски канат
Казањски канат (тат. Казан ханлыгы, рус. Казанское ханство) је била средњовековна држава Татара, један од наследника Златне хорде, на месту где је била Поволшка Бугарска. Постојао је од 1438. до освајања Ивана Грозног 1552. Обухватала је Татарстан, Мариј Ел, Чувашију, Мордовију и делове Удмуртије и Башкортостана. Престоница је био Казањ.

## Историја
Некадашње територије Волшке Бугарске (Казањски улус или Казањско војводство) су можда повратиле одређени степен независности у оквиру Златне Хорде која се распадала на прелазу из 15. века. Кнежевина је била самоуправна и одржавала је династију прабугарских владара. Без обзира на статус ове прото-државе, оснивач каната је био Улуг Мухамед, који је преузео титулу кана и узурпирао престо у Казању уз извесну помоћ локалног племства 1437. или 1438. године. Прелаз од локалне бугарске династије до Мухамеда довршио је његов син Махмуд 1445. године.
Током своје историје, канат је био склон грађанским превирањима и борби за престо. Канови су смењивани 19 пута за 115 година. Било је укупно петнаест владајућих канова, од којих су неки ступали на престо више пута. Кан је често биран из Генгизида од стране народног племства, па чак и од самих грађана.
Што се тиче историје каната, извори су оскудни. Не само да ниједан документ каната није преживео руско освајање, већ су чак и документи ране руске колонијалне управе (Приказ Казањског дворца) уништени током смутног времена.

### Рана историја
Током владавине Улуга Мухамеда и његовог сина Махмуда, казанске снаге су неколико пута извршиле рацију на Велику московску кнежевину и њене подложне земље. Василиј II Московски који је учествовао у Великом феудалном рату против својих рођака, поражен је у бици код Суздаља и био приморан да плати откупнину Казањском кану.
У јулу 1487. године, велики кнез Иван III од Москве заузео је Казањ и поставио марионетског вођу, Мухамед-Амина, на казански престо. Након тога, Казански канат је постао протекторат Москве, а руским трговцима је било дозвољено да слободно тргују широм његове територије. Присталице уније између Османског царства и Кримског каната покушале су да искористе незадовољства становништва да изазову побуне (1496, 1500 и 1505), али са занемарљивим резултатима.
Године 1521, Казањ је изашао из доминације Москве, закључивши споразум о узајамној помоћи са Астраханским канатом, Кримским канатом и Ногајском хордом. Комбиноване снаге кана Мухамеда Гираја и његових кримских савезника тада су напале Москву.

### Отпор
Део становништва наставио је да се опире руској власти све до 1556. Побуњеничке владе су формиране у Чалему и Мишатамаку, али пошто су Ногајци под Јали Акрамом често вршили рације на пољопривредно становништво, коалиција је пропала. После бруталне репресије против казањских побуњеника, њихови команданти су погубљени.
Према неким проценама, број становника бившег каната опао је за неколико хиљада током ратова. Администрација, позната као Казањска палата, предузела је насилну русификацију и христијанизацију Татара и других народа. Термин Казањско царство био је у употреби до 1708. године када је формирана Казањска губернија.

## Економија
Градско становништво каната производило је посуђе од глине, ручне радове од дрвета и метала, кожу, оклопе, плугове и драгуље. Највећи градови су били Казањ, Арск, Жукотин, Кашан, Чали, Алат и Кори. Градско становништво је такође трговало са становништвом Средње Азије, Кавказа и Русије.

## Друштво
Кан је управљао државом. Своје поступке заснивао је на одлукама и консултацијама кабинета или Дивана. Племство је обухватало редове bäk (бега), амира (емира) и морзе. Војна имања су чинили uğlan (улан), бахадир, içki (ички). Велику улогу је играло и муслиманско свештенство. Они су били подељени на säyet (сеид), şäyex (шеик), qazí (кази) и имаме. Улема, односно свештенство, имала је судску улогу и одржавала је медресе (школе) и мектебе (библиотеке).
Већину становништва чинили су qara xalıq (црни људи),, слободно муслиманско становништво које је живело на државној земљи. Феудалне земље су углавном насељавали çura (кметови). Ратни заробљеници су обично продавани у Турску или у Централну Азију. Повремено су продавани у оквиру каната као робови (qol), а понекад су били насељавани на феудалним земљама да би касније постали çura. Муслиманско и немуслиманско становништво каната је морало да плаћа јасак.